# Yu Kweng Lin
Yu Kweng Lin, meist Y. K. Lin zitiert, (* 30. Oktober 1923 in Fuzhou) ist ein US-amerikanischer Ingenieur.
Lin studierte an der Amoy University mit dem Bachelor-Abschluss 1946 und an der Stanford University mit dem Master-Abschluss als Bauingenieur 1955 und der Promotion 1957 (in Structural Engineering). Er war 1960 bis 1983 Professor für Luftfahrttechnik und Astronautik an der University of Illinois at Urbana-Champaign und ist Professor an der Florida Atlantic University, an der er das Center for Applied Stochastics Research gründete und seit 1984 dessen Direktor war. Außerdem lehrte er ein Jahr in Äthiopien und zwei Jahre in China.
1998 erhielt er die Von-Karman-Medaille und außerdem 2001 den J. P. Den Hartog Award der ASME, 1984 die Alfred M. Freudenthal Medal und 2000 den Humboldt-Forschungspreis. Er ist Ehrendoktor der University of Waterloo (1994) und Mitglied der National Academy of Engineering, auswärtiges Mitglied der Russischen Akademie für Ingenieurswesen und Fellow der ASCE und der American Academy of Mechanics.
Er hatte eine Zulassung als Ingenieur in Florida und Illinois und beriet Firmen in der Auto-, Flugzeug- und Rüstungsindustrie. 1958 bis 1960 war er auch Forschungsingenieur bei Boeing und ab 1975 an den Forschungslaboratorien von General Motors, war 1967 Berater von General Dynamics/Convair sowie 1972 bis 1977 am US Army Weapons Command in Illinois. 1967/68 war er Gastprofessor am MIT.

## Schriften
- Probabilistic theory of structural dynamics, McGraw Hill 1967, Krieger 1976
- mit G. Q. Cai: Probabilistic Structural Dynamics, McGraw Hill 2004